# 트레미티 제도

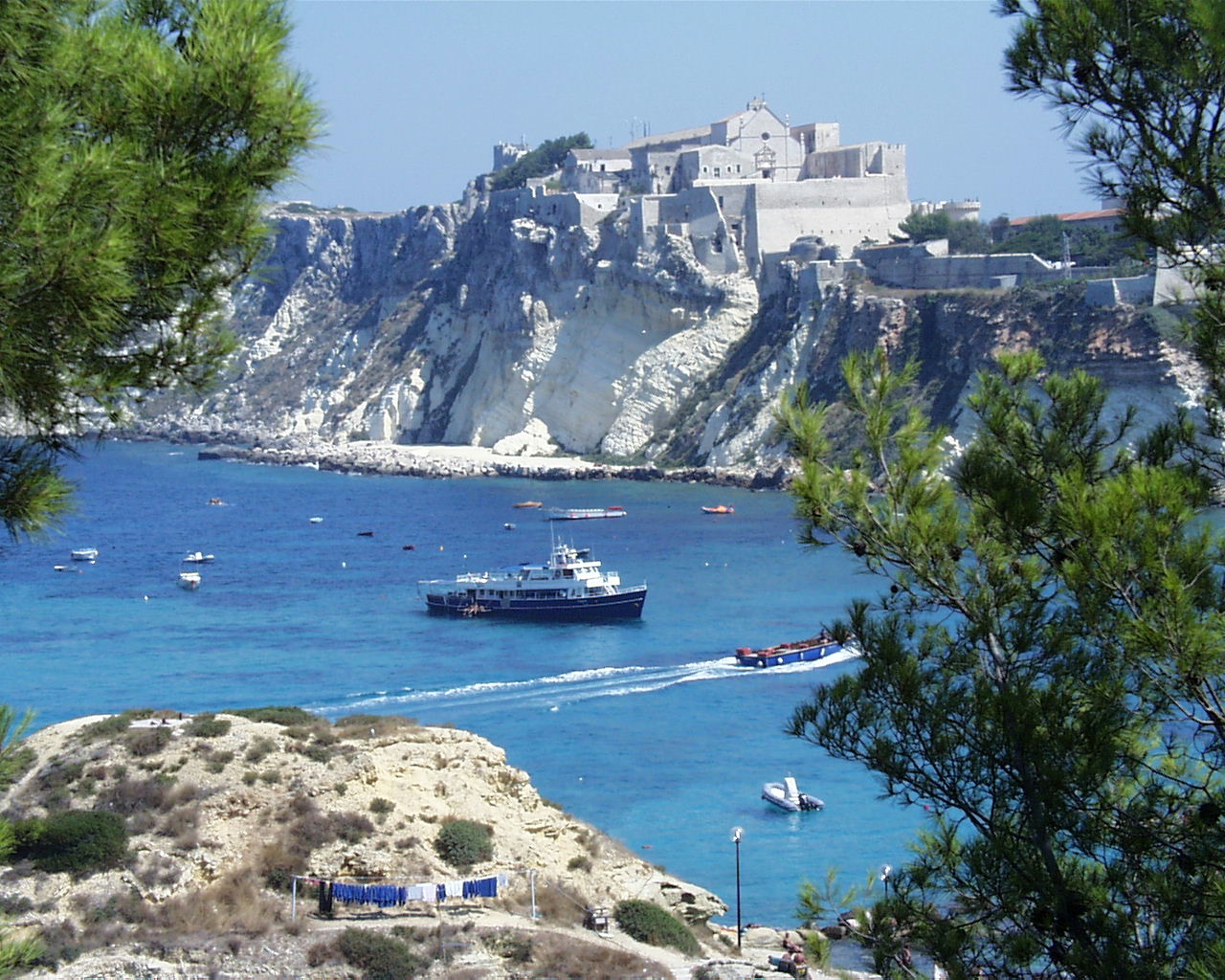

트레미티 제도(이탈리아어: Isole Tremiti 이솔레트레미티[*], 디오메데스 제도)는 가르가노반도의 북쪽 아드리아해의 군도이다. 이탈리아 포자도의 코무네이며 가르가노 국립공원의 일부를 형성한다.
이 제도는 베니토 무솔리니의 파시스트 정권이 자리잡힌 동안 정치범 수용소로 사용되었다.
이 제도는 현재 이 제도를 둘러싼 깨끗한 물 덕분에 중요한 관광지이다. 여름에만 최대 100,000명의 방문객들이 이 제도를 방문한다. 본토로부터 오는 페리 서비스는 테르몰리, 비에스테, 로디가르가니코, 카포이알레에서 운영되며, 알리다우니아는 산도미노헬리포트에서 포자, 비에스테까지 비행편을 제공한다.

## 섬
- 산도미노섬: 관광용으로 가장 많이 개발된 섬이자 제일 큰 섬.
- 산니콜라섬: 인구 대부분이 거주하는 곳.
- 카프라이아섬
- 크레타치오섬: 무인도
- 피아노사섬: 무인도. 최대 높이가 15미터이므로 폭풍이 오는 경우 파도가 이 섬을 덮는 경우가 있다.